# John Wick
John Wick is een Amerikaanse vigilante-actie/thriller uit 2014. Het was het regiedebuut van Chad Stahelski, een stuntman die fungeerde als stuntdubbel van hoofdrolspeler Keanu Reeves in Point Break, The Replacements, Constantine en de The Matrix-trilogie. De film ging op 19 september 2014 in première op het Austin Fantastic Fest.

## Verhaal
John Wick is een legende in het misdaadcircuit als voormalige huurmoordenaar voor de Russische maffia. Hij trok zich terug uit deze wereld om te trouwen met zijn geliefde Helen. Wanneer zij vijf jaar later overlijdt aan kanker, krijgt hij in haar opdracht een puppy met de naam Daisy thuisbezorgd. Bij het cadeau zit een brief van Helen waarin ze hem vertelt dat ze wil dat hij iets heeft om van te houden. Wick weet niet meteen wat hij met Daisy aan moet, maar het beestje is zo speels en aanhankelijk dat hij van haar gaat houden.
Drie jonge Russische criminelen zien Wick bij een benzinestation. Leider Iosef wil zijn auto, een Ford Mustang uit 1969. Nadat Wick weigert, overvallen ze hem 's nachts in zijn huis, stelen ze de auto en slaan ze Daisy dood. De drie brengen de wagen vervolgens bij de clandestiene handelaar Aurelio om het framenummer te laten veranderen, maar die herkent de auto. Iosef vertelt trots dat ze de eigenaar van het voertuig hebben overvallen en zijn hond gedood. Hij heeft geen idee wie hij heeft aangevallen. Aurelio slaat hem neer en stuurt de drie weg.
Iosef blijkt de zoon van Viggo Tarasov, het hoofd van de Russische maffia en voormalig werkgever van Wick. Wanneer die van Aurelio verneemt wat zijn zoon heeft gedaan, weet hij dat Wick Iosef te grazen zal komen nemen. Tarasov doet een poging om Wick op diplomatieke wijze over te halen om af te zien van wraak, maar die hangt zonder een woord te zeggen de telefoon op. Tarasov laat Iosef vervolgens naar een zwaarbewaakte locatie overbrengen en looft een prijs van miljoenen dollars uit voor degene die Wick doodt voordat die zijn zoon vindt. Wick begint aan een wraaktocht waarop hij bereid is om iedereen om te leggen die tussen hem en Iosef gaat staan. Daarbij kent ook hij mensen binnen het professionele misdaadcircuit die loyaal zijn aan hém. 

## Stijl
Het verhaal is geïnspireerd op meerdere films over antihelden, zoals Point Blank, Le Cercle rouge, The Killer, The Good, the Bad and the Ugly en Le Samouraï. Voor de vechtscènes liet men zich inspireren door de martialartsfilm en anime. Er werd speciaal op de choreografie gelet om de vechtscènes er gestileerd uit te laten zien.
De film speelt zich in een fictieve onderwereld af waarin deze haar eigen regels, communicatie, administratie, neutraal grondgebied en eigen gouden munten als betaalmiddel hanteert.

## Rolverdeling
- Keanu Reeves - John Wick
- Michael Nyqvist - Viggo Tarasov
- Alfie Allen - Iosef Tarasov
- Willem Dafoe - Marcus
- Dean Winters - Avi
- Adrianne Palicki - Mevrouw Perkins
- Omer Barnea - Gregori
- Toby Leonard Moore - Victor
- Daniel Bernhardt - Kirill
- Bridget Moynahan - Helen Wick
- John Leguizamo - Aureilo
- Ian McShane - Winston Scott
- Bridget Regan - Addy
- Lance Reddick - Charon
- Keith Jardine - Kuzma
- Tait Fletcher - Nicholai
- Thomas Sadoski - Jimmy
- Randall Duk Kim - Continental Doctor
- David Patrick Kelly - Charlie
- Clarke Peters - Harry
- Kevin Nash - Francis
- Scott Tixier - Violist

## Productie
Het scenario van John Wick werd in 2012 geschreven door Derek Kolstad. Het filmen begon op 14 oktober 2013 in de regio van New York en eindigde op 20 december. De film kreeg overwegend positieve kritieken, zowel van de critici als van het publiek.

## Trivia
- Keanu Reeves en regisseur Stahelski (als stuntdubbel) speelden samen hoofdpersonage Neo in The Matrix. Ook Daniel Bernhardt (Kirill) en Randall Duk Kim (de ondergronddokter) waren te zien in deze trilogie, als Agent Johnson en The Keymaker in The Matrix Reloaded.
- De film werd samen geregisseerd en geproduceerd door Chad Stahelski en David Leitch. Echter alleen Stahelski wordt genoemd als regisseur en Leitch alleen als producent. Dit omdat er volgens de DGA regulations er maar één persoon genoemd mag worden als regisseur. Hiervoor kunnen uitzonderingen worden gemaakt, en dit werd voor deze film niet gedaan. Stahelski liet zich daarom vrijwillig niet als producent vermelden.[3]